# Archidiecezja Gatineau
Archidiecezja Gatineau – archidiecezja rzymskokatolicka w Kanadzie. Została erygowana w 1963 jako diecezja Hull. Przemianowana na diecezję Gatineau-Hull w 1982. Podniesiona do rangi archidiecezji w 1990. Przemianowana na archidiecezję Gatineau w 2005.

## Biskupi diecezjalni
- Paul-Émile Charbonneau † (1963–1973)
- Adolphe E. Proulx † (1974–1987)
- Roger Ébacher (1988–2011)
- Paul-André Durocher (od 2011)